# Galdra-Geiri
Galdra-Geiri, född 1716, död 1802, var en isländsk bonde och magiker (galdramästare). Han är känd i Islands legendflora för sina påstådda magiska bedrifter. 